# 福地站
福地站（日语：／ Fukuchi eki */?）是一個位於日本愛知縣西尾市川口町松原，屬於名古屋鐵道西尾線的鐵路車站。車站編號為GN11。

## 車站結構
對向式月台2面2線的地面車站。

### 月台配置
| 月台 | 路線   | 方向 | 目的地                       |
| ---- | ------ | ---- | ---------------------------- |
| 1    | 西尾線 | 上行 | 西尾、新安城、名鐵名古屋方向 |
| 2    | 西尾線 | 下行 | 往吉良吉田                   |

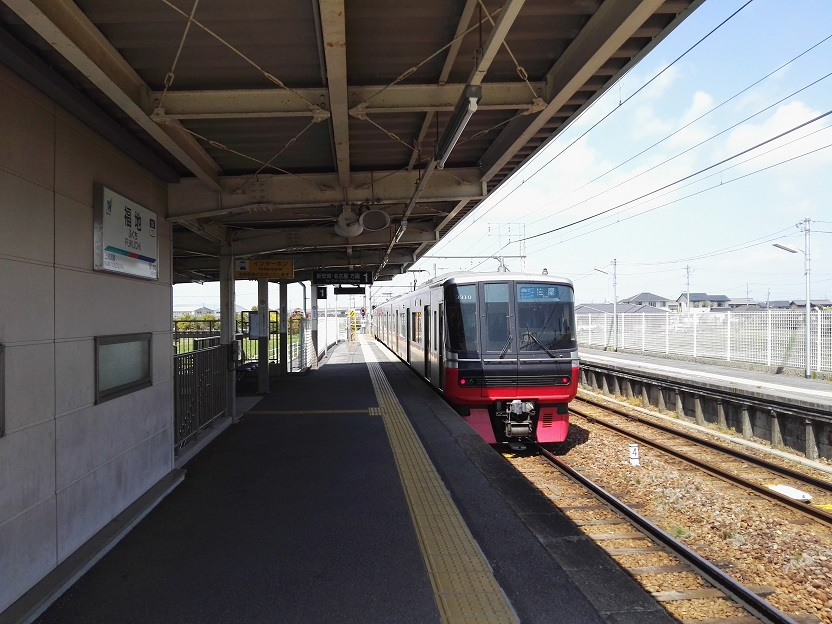
月台
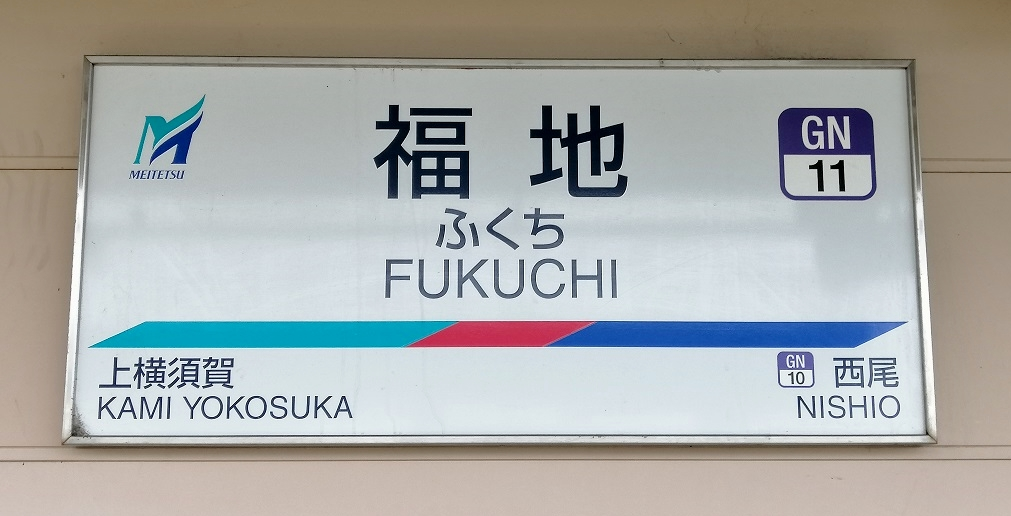
站名牌

### 配線圖
| ← 西尾、 新安城方向 | 福地站 構內配線略圖 | → 吉良吉田方向 |
| 图例 参考文献：     |                     |                |

## 使用情況
| 年度   | 1日平均 乗車人員 |
| ------ | ---------------- |
| 2006年 | 260              |
| 2007年 | 287              |
| 2008年 | 323              |
| 2009年 | 398              |
| 2010年 | 421              |
| 2016年 | 657              |

## 相鄰車站
名古屋鐵道
 西尾線
■急行、■普通
西尾（GN10）－福地（GN11）－上橫須賀（GN12）

## 外部連結
- 福地 - 名古屋鐵道